# Cities (Anberlin)
Cities is het derde album van de alternatieve-rockband Anberlin, uitgebracht op 20 februari 2007. De singles die van dit album zijn uitgebracht zijn "Godspeed" en "The Unwinding Cable Car". Van beide werd ook een muziekvideo gemaakt. Het album kwam de Billboard 200 op nummer 19 binnen.

## Productie
De band heeft meer dan 40 dagen in de studio doorgebracht om dit album op te nemen en gingen pas weer op 14 september op tour, na het eindproduct op 13 september beluisterd te hebben. Zanger Stephen Christian hield de buitenwereld op de hoogte van de vorderingen via het forum van de band. Anberlin vroeg de fans zelfs hun telefoonnummers door te geven zodat zij hen om advies konden vragen. Het album werd geproduceerd door Aaron Sprinkle, die ook de twee voorgaande albums van Anberlin, Blueprints for the Black Market en Never Take Friendship Personal, produceerde.

## Promotie en pre-release
Tegen het einde van 2006 begon de band kleine stukjes van het album te tonen, op verschillende manieren. "Godspeed" werd als single uitgebracht op 28 december 2006. De band speelde "Hello Alone" op concerten, hoewel het nummer toen nog "The Lesser Thans" genoemd werd. Ook waren previews van nummers te zien op MySpace en PureVolume. Drie dagen voordat het album in de winkel kwam te liggen, zette Anberlin zelfs het hele album op MySpace. Dit had een enorm effect op de populariteit van de band op MySpace, het was zelfs een van de twee meest populaire bands op de site die dag. Cities eindigde bovenaan Jesusfreakhideout's lijst van "the 25 most anticipated albums of 2007" en werd het beste album van 2007 genoemd op 16 december 2007.

## Release
Cities werd, zoals gepland, op 20 februari 2007 uitgebracht in de Verenigde Staten. In de eerste week werden er 34.000 stuks verkocht en kwam het album de Billboard 200 binnen op nummer 19. Fans en recensenten waren enthousiast over het album. Daarnaast bereikte het plaats zeven op de iTunes Top Albums chart. Enkele pre-orders werden samen met een seven-inch collector's vinyl-ep verzonden.
Van het album kwam ook een speciale editie uit. Deze versie bevatte drie extra nummers en een dvd waarop te zien was hoe het album gemaakt werd en interviews met bandleden te zien waren.
Behalve de digitale versies, bevatte elke Amerikaanse versie van het album een "City Pass". Hierop stond dat het album de "gateway to the world" is voor de koper die zorgt voor "free entry to over twenty cities". Er zat ook een online prijsvraag aan vast.

## Teksten
Stephen Christian vertelde tijdens een interview dat de teksten van hun nummers steeds volwassener worden. "The first CD (Blueprints for the Black Market) was childish in the manner that it was Man vs. World in the lyrics. The second (Never Take Friendship Personal) was Man Vs. Man. Cities is more adult in the manner that it's Man vs. Self."

## Nummers
| Nr. | Titel                                    | Duur |
| --- | ---------------------------------------- | ---- |
| 1.  | (Début)                                  | 1:27 |
| 2.  | Godspeed                                 | 3:02 |
| 3.  | Adelaide                                 | 3:14 |
| 4.  | A Whisper & A Clamor                     | 3:25 |
| 5.  | The Unwinding Cable Car                  | 4:17 |
| 6.  | There Is No Mathematics To Love And Loss | 3:11 |
| 7.  | Hello Alone                              | 4:00 |
| 8.  | Alexithymia                              | 3:23 |
| 9.  | Reclusion                                | 3:31 |
| 10. | Inevitable                               | 3:47 |
| 11. | Dismantle.Repair.                        | 4:18 |
| 12. | (*Fin)                                   | 8:53 |

### Special-edition bonus tracks
Deze nummers zijn ook verschenen op het verzamelalbum "Lost Songs".

| Nr. | Titel                                                   | Duur |
| --- | ------------------------------------------------------- | ---- |
| 13. | Uncanny                                                 | 3:28 |
| 14. | There is a light that never goes out (The Smiths Cover) | 4:17 |
| 15. | The Promise (When In Rome Cover)                        | 3:17 |

- De Special Edition bevat ook een dvd over de productie van Cities.[9]

Het album in Japan had nog een extra nummer, genaamd "The Haunting", ook dit nummer verscheen op het verzamelalbum Lost Songs. Dit nummer werd echter pas voor het eerst live gespeeld op 28 september 2010 in het New Orleans House of Blues.

## Medewerkers
Anberlin
- Stephen Christian – zanger
- Joseph Milligan – gitaar
- Nathan Young – drumstel
- Nathan Strayer – gitaar
- Deon Rexroat – basgitaar

Artwork
- Ryan Clark namens Invisible Creature – art direction & design
- Parker Young – fotografie

Overige muzikanten
- Aaron Marsh – achtergrondzang voor "Inevitable"
- Aaron Mlasko – percussie
- Joseph Milligan – keyboard
- Matt Slocum – arrangement van de snaarinstrumenten en zangers.

Productie
- Aaron Sprinkle – producer
- Randy Torres – engineering
- Mike Shipley – mixing
- Brian Wohlgermuth – mixing assistent
- Ted Jenson – mastering namens Sterling Sound
- Aaron Mlasko – Drum Tech

Management
- Chad Johnson – A&R
- Kyle Griner – Management namens The Arson Madia Group, Inc
- Nick Storch – U.S. Booking namens The Arson Madia Group
- Mark Ngui h – Europesee Booking namens Primary Talent
- Mirk McKoy – rechtspersoon namens Serling, Rook & Ferrara

## Prijzen
In 2008 werd het album genomineerd voor een Dove Award voor Recorded Music Packaging tijdens de 39e GMA Dove Awards.

## Hitnoteringen
Album
| Chart (2007)                          | Hoogste positie |
| ------------------------------------- | --------------- |
| Australian Albums Chart               | 59              |
| US Billboard 200                      | 19              |
| US Billboard Digital Albums Chart     | 19              |
| US Billboard Rock Albums Chart        | 6               |
| US Billboard Top Christian Albums     | 2               |
| US Billboard Tastemakers Albums Chart | 3               |